# Žaltář Blanky Kastilské
Žaltář Blanky Kastilské je středověký iluminovaný rukopis vyrobený okolo roku 1230 dle tradice zřejmě pro potřeby ovdovělé francouzské královny Blanky Kastilské. Obsahuje latinsky psaný žaltář s bohatými iluminacemi uspořádanými do rondelů, které byly zřejmě inspirovány vitrážemi. V současnosti je uložen v depozitáři Bibliothèque de l’Arsenal (Ms. lat. 1186).

## Galerie

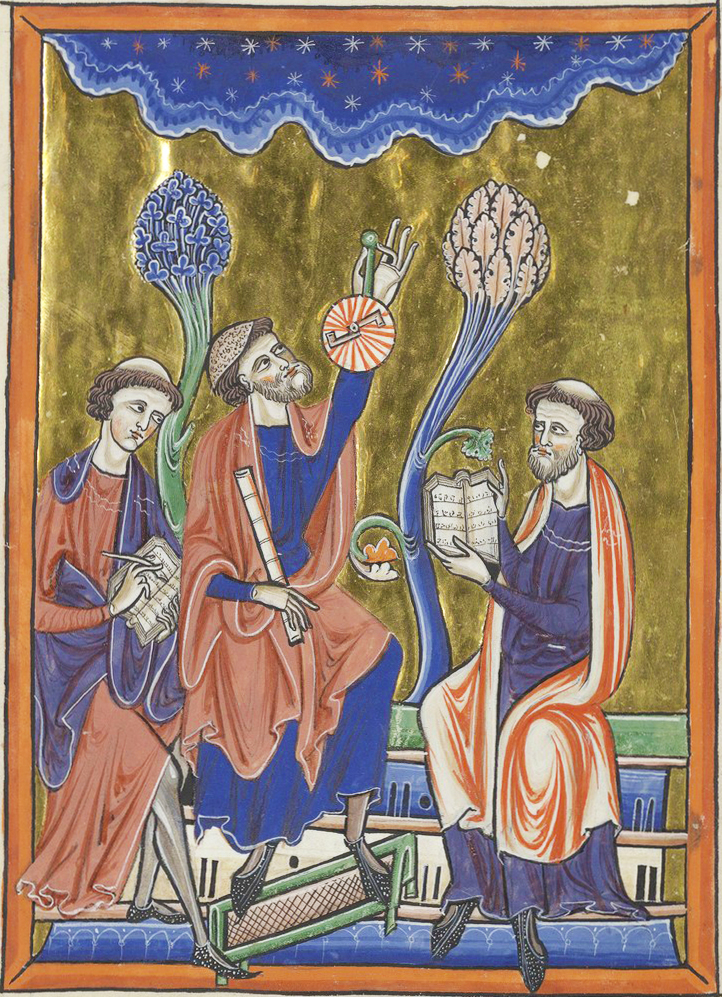
folio 1v
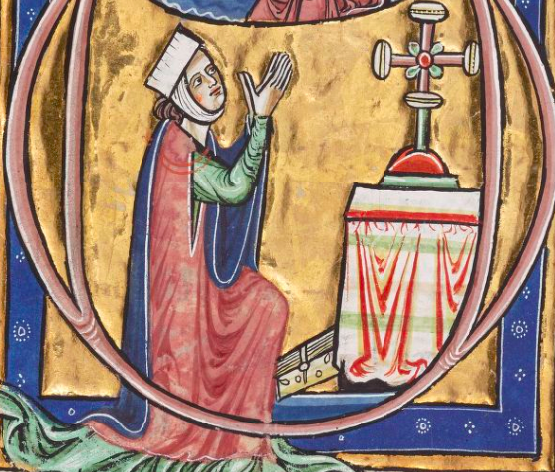
folio 122v